# Arquidiocese de Manila
A Arquidiocese de Manila (Archidiœcesis Manilensis) é uma circunscrição eclesiástica da Igreja Católica nas Filipinas, que engloba a cidade de Manila, além de Luzon. É fruto da elevação da Diocese de Manila. Atualmente seu Arcebispo é o Cardeal Jose Fuerte Advincula. Sua Sé é a Catedral da Imaculada Conceição de Manila.
Possui 85 paróquias assistidas por 245 párocos e cerca de 88% da sua população jurisdicionada é batizada.

## História
A diocese de Manila foi criada em 6 de fevereiro de 1579 pela bula Illius fulti praesidio do Papa Gregório XIII. Ela foi originalmente sufragânea da Arquidiocese da Cidade do México e se estendeu por toda as Filipinas.
A 14 de agosto de 1595 cedeu parte do seu território para o benefício da ereção das dioceses de Cáceres, de Cebu e de Nova Segóvia (agora todas Arquidiocese), e foi elevada à categoria de Arquidiocese Metropolitana.

## Prelados
| #                        | Nome                                          | Período     | Notas                                                          |
| Arcebispos               | Arcebispos                                    | Arcebispos  | Arcebispos                                                     |
| ------------------------ | --------------------------------------------- | ----------- | -------------------------------------------------------------- |
| 32º                      | Jose Lázaro Cardeal Fuerte Advincula          | 2021 -      | Atual                                                          |
| 31º                      | Luis Antonio Cardeal Gokim Tagle              | 2011 - 2019 | Nomeado Prefeito da Congregação para a Evangelização dos Povos |
| 30º                      | Gaudencio Cardeal Borbon Rosales              | 2003 - 2011 | Arcebispo emérito                                              |
| 29º                      | Jaime Cardeal Lachica Sin                     | 1974 - 2003 |                                                                |
| 28º                      | Rufino Cardeal Jiao Santos                    | 1953 - 1973 |                                                                |
| 27º                      | Gabriel Martelino Reyes                       | 1949 - 1952 |                                                                |
| 26º                      | Michael James O'Doherty                       | 1916 - 1949 |                                                                |
| 25º                      | Jeremiah James Harty                          | 1903 - 1916 |                                                                |
| 24º                      | Bernardino Nozaleda y Villa, O.P.             | 1889 - 1902 |                                                                |
| 23º                      | Pedro Payo y Piñeiro, O.P.                    | 1876 - 1889 |                                                                |
| 22º                      | Gregorio Melitón Martínez Santa Cruz          | 1861 - 1875 |                                                                |
| 21º                      | José Julián Aranguren, O.A.R.                 | 1846 - 1861 |                                                                |
| 20º                      | Jose Maria Seguí Molas , O.S.A.               | 1830 - 1845 |                                                                |
| 19º                      | Hilarión Diéz Fernández, O.S.A.               | 1826 - 1829 |                                                                |
| 18º                      | Juan Antonio Zulaibar, O.P.                   | 1804 - 1824 |                                                                |
| 17º                      | Juan Antonio Gallego y Orbigo, O.F.M.         | 1788 - 1797 |                                                                |
| 16º                      | Basilio Tomás Sancho Hernando, Sch. P.        | 1766 - 1787 |                                                                |
| 15º                      | Manuel Antonio Rojo del Río Vera              | 1757 - 1764 |                                                                |
| 14º                      | Pedro José Manuel Martínez de Arizala, O.F.M. | 1744 - 1755 |                                                                |
| 13º                      | Juan Ángel Rodríguez, O.SS.T.                 | 1731 - 1742 |                                                                |
| 12º                      | Carlos Bermúdez de Castro                     | 1724 - 1729 |                                                                |
| 11º                      | Francisco de la Cuesta, O.S.H.                | 1704 - 1723 |                                                                |
| 10º                      | Diego Camacho y Ávila                         | 1696 - 1704 |                                                                |
| 9º                       | Felipe Fernández de Pardo, O.P.               | 1680 - 1689 |                                                                |
| 8º                       | Juan López, O.P.                              | 1672 - 1674 |                                                                |
| 7º                       | Miguel de Poblete Casasola                    | 1649 - 1667 |                                                                |
| 6º                       | Fernando Montero Espinosa                     | 1646 - 1648 |                                                                |
| 5º                       | Hernando Guerrero, O.S.A.                     | 1634 - 1641 |                                                                |
| 4º                       | Miguel García Serrano, O.S.A.                 | 1618 - 1629 |                                                                |
| 3º                       | Diego Vázquez de Mercado                      | 1608 - 1616 |                                                                |
| 2º                       | Miguel de Benavides y Añoza, O.P.             | 1602 - 1605 |                                                                |
| 1º                       | Ignacio Santibáñez, O.F.M.                    | 1595 - 1598 |                                                                |
| Arcebispos-coadjutores   |                                               |             |                                                                |
|                          | Gabriel Martelino Reyes                       | 1949        |                                                                |
|                          | Romualdo Jimeno Ballesteros, O.P.             | 1845 – 1846 | Nomeado Bispo de Cebu                                          |
| Bispo                    |                                               |             |                                                                |
| 1º                       | Domingo Salazar, O.P.                         | 1579 - 1594 |                                                                |
| Bispos-auxiliares        |                                               |             |                                                                |
|                          | Broderick Soncuaco Pabillo                    | 2006 - 2021 | Nomeado Vigário Apostólico de Taytay                           |
|                          | Bernardino Cruz Cortez                        | 2004 - 2014 | Nomeado Bispo prelado da Infanta                               |
|                          | Sócrates Buenaventura Villegas, O.P.          | 2001 - 2004 | Nomeado Bispo de Balanga                                       |
|                          | Jesse Eugenio Mercado                         | 1997 – 2002 | Nomeado Bispo de Parañaque                                     |
|                          | Rolando Joven Tria Tirona , O.C.D.            | 1994 - 1996 | Nomeado Bispo de Malolos                                       |
|                          | Crisostomo Ayson Yalung                       | 1994 - 2001 | Nomeado Bispo de Antipolo                                      |
|                          | Ramon Cabrera Arguelles                       | 1993 - 1995 | Nomeado Bispo Militar das Filipinas                            |
|                          | Leoncio Leviste Lat                           | 1985 – 1992 |                                                                |
|                          | Teodoro Cruz Bacani, Jr.                      | 1984 – 2002 | Nomeado Bispo de Novaliches                                    |
|                          | Teodoro Javier Buhain, Jr.                    | 1983 – 2003 |                                                                |
|                          | Gabriel Villaruz Reyes                        | 1981 - 1992 | Nomeado Bispo de Kalibo                                        |
|                          | Manuel Cruz Sobreviñas                        | 1979 – 1993 | Nomeado Bispo de Imus                                          |
|                          | Leonardo Zamora Legaspi, O.P.                 | 1977 – 1984 | Nomeado Arcebispo de Cáceres                                   |
|                          | Protacio Guevara Gungon                       | 1977 – 1983 | Nomeado Bispo de Antipolo                                      |
|                          | Oscar Valero Cruz                             | 1976 – 1978 | Nomeado Arcebispo de San Fernando                              |
|                          | Gaudencio Borbon Rosales                      | 1974 – 1982 | Nomeado Bispo-coadjutor de Malaybalay                          |
|                          | Amado Paulino y Hernandez                     | 1969 – 1985 | Faleceu                                                        |
|                          | Artemio Gabriel Casas                         | 1968 – 1974 | Nomeado Arcebispo de Jaro                                      |
|                          | Bienvenido Mercado Lopez                      | 1966 – 1995 | Faleceu                                                        |
|                          | Pedro Bantigue y Natividad                    | 1961 – 1967 | Nomeado Bispo de San Pablo                                     |
|                          | Hernando Izquierdo Antiporda                  | 1954 – 1975 | Faleceu                                                        |
|                          | Vicente Posada Reyes                          | 1950 – 1961 | Nomeado Bispo de Borongan                                      |
|                          | Rufino Jiao Santos                            | 1947 – 1953 | Elevado à Arcebispo                                            |
|                          | Cesar Maria Guerrero y Gutierrez              | 1937 – 1949 | Nomeado Bispo de San Fernando                                  |
|                          | William Finnemann , S.V.D.                    | 1929 - 1936 | Nomeado Vigário Apostólico de Calapan                          |
|                          | Jose Maria Segui Molas, O.S.A.                | 1829 – 1830 | Elevado à Arcebispo                                            |
|                          | Ginés Barrientos, O.P.                        | 1680 – 1698 |                                                                |
| Administrador apostólico |                                               |             |                                                                |
|                          | Broderick Soncuaco Pabillo                    | 2020 - 2021 |                                                                |